# سید سعید مهدیون
سید سعید مهدیون (زاده ۱۳۰۷   – درگذشته ۲۴ مرداد ۱۳۵۹ ) سپهبد نیروی هوایی شاهنشاهی، خلبان جنگنده و فرمانده پدافند هوایی آن نیرو طی سال‌های ۱۳۵۵ تا بهمن ۱۳۵۷ بود. وی تنها ۲ روز یعنی ۲۳ و ۲۴ بهمن ۱۳۵۷ ریاست ستاد نیروی هوایی ملی ایران را بر عهده داشت. او در سال ۱۳۵۹ به اتهام فرماندهی کودتای نوژه اعدام شد.

## زندگی
مهدیون در ۱۳۰۷ در زنجان زاده شد. در سال ۱۳۲۸ دیپلم گرفت و وارد دانشکده خلبانی گردید و در ۱۳۳۱ به درجهٔ ستوان دومی رسید. در ۱۳۳۴ و ۱۳۳۵ با درجهٔ ستوان یکمی در آمریکا دوره دید و در ۱۳۳۹ خلبان جنگنده تیپ یکم شکاری شد. ریاست عملیات پایگاه سوم شکاری، معاونت پایگاه سوم شکاری، ریاست دایرهٔ آموزش عملیات و ریاست عملیات نیروی هوایی و فرماندهی گردان شکاری پایگاه یکم شکاری، از سوابق او تا اواخر دههٔ ۱۳۴۰ است. پس از آن، او با درجهٔ سرتیپی فرمانده پایگاه ششم شکاری و در سال ۱۳۵۴ با درجهٔ سرلشکری فرمانده پایگاه نهم شکاری شد و سال بعد به فرماندهی پدافند هوایی نیروی هوایی شاهنشاهی رسید.
مهدیون در اواسط بهمن ۱۳۵۷، به‌عنوان فرماندهٔ نیروی هوایی ایران منصوب و جایگزین امیرحسین ربیعی شد. با این حال، او تنها دو روز بعد، به‌دلیل عدم محبوبیت در میان پرسنل زیردست، از قدرت برکنار شد.

## شرکت در کودتای نوژه

تصویر حکم اعدام مهدیون

پس از لو رفتن طرح کودتای نوژه، مهدیون در هنگام تلاش برای خروج از کشور، به اتهام مشارکت در آن کودتا، دستگیر و محکوم به اعدام شد. حکم اعدام او در سحرگاه جمعه ۲۴ مرداد ۱۳۵۹ اجرا شد.«سپهبد مهدیون، اعدام شد» (PDF). اطلاعات (۱۶۲۱۴): ۴. ۲۵ مرداد ۱۳۵۹.